# Rauw Alejandro

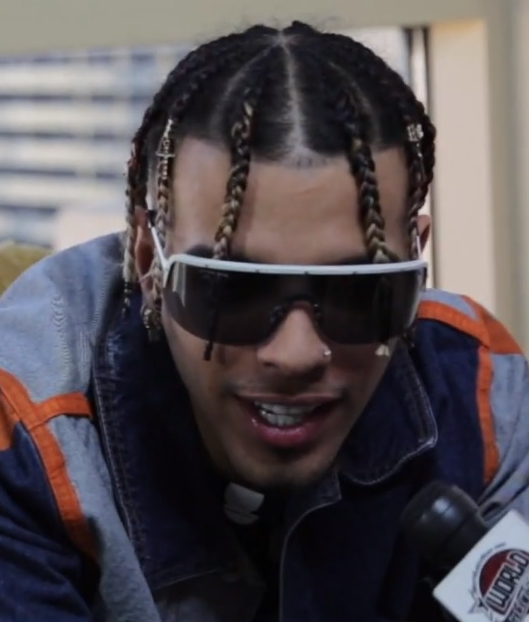
Rauw Alejandro

Rauw Alejandro (* 10. Januar 1993 in San Juan, Puerto Rico; eigentlicher Name Raúl Alejandro Ocasio Ruiz) ist ein puerto-ricanischer Latin-Pop-Sänger, Komponist, Tänzer und Musikproduzent. 2017 machte er erstmals mit seiner Single Toda international auf sich aufmerksam. Nach vielen Latin-Hits gelang ihm mit den Songs Baila conmigo mit Selena Gomez und Todo de ti 2021 der Durchbruch in den internationalen Popcharts.

## Biografie
Rauw Alejandro wuchs größtenteils in seinem Geburtsort, der puerto-ricanischen Hauptstadt San Juan auf. Einige Zeit lebte er aber auch in den Vereinigten Staaten. Obwohl sein Vater Gitarrenspieler war, interessierte er sich in seiner Jugend mehr für Fußball. Erst nach einer schweren Verletzung hatte er Zeit für die Musik. Er veröffentlichte erste Songs bei SoundCloud und entwickelte sich immer weiter zum Songschreiber und Bühnenmusiker und zeigte eine Dreifachbegabung für Singen, Tanzen und Schauspiel. Er unterschrieb beim Label Under Music und veröffentlichte ab Juni 2016 seine ersten Singles. Ende des Jahres erschien sein erstes Mixtape Punto de equilibrio gefolgt von einer Tour mit Auftritten auch in Mexiko und im Südosten der USA.
Erste Erfolge hatte er in den Streamingcharts, sein erster Hit war Toda mit dem Rapper Alex Rose, der sich in den US-Latincharts und den offiziellen spanischen Charts platzieren konnte und in den USA mit 6-fach-Platin in der Latin-Kategorie ausgezeichnet wurde. 2019 brachte weitere Singleveröffentlichungen und ausgiebige Touren in Lateinamerika und den USA. Ein zweiter großer Latin-Hit war Fantasías mit Landsmann Farruko, der auf Platz 4 in Spanien kam und in den USA 8-fach-Platin und in Mexiko Diamant erreichte. Sein erster richtiger Solohit Tattoo kam Anfang 2020 in Spanien auf Platz 3, der Remix im Sommer auf Platz 2. Am 29. Mai veranstaltete er live, aber wegen der Corona-Pandemie ohne Publikum ein Konzert, das zu einem Millionenpublikum ins Internet übertragen wurde. Dem Konzertalbum Concierto virtual en tiempos de COVID-19 – desde el Coliseo de Puerto Rico folgte Ende 2020 das erste echte Studioalbum Afrodisíaco. Es brachte ihn erstmals in die offiziellen US-Charts auf Platz 75 und auf Platz 2 in Spanien.
Eine Kollaboration mit Popstar Selena Gomez brachte ihm Anfang 2021 schließlich auch die erste Platzierung in den US-Singlecharts und machte ihn über die Latin-Länder und -Regionen hinaus bekannt. Auch in Frankreich und in den deutschsprachigen Ländern kam der gemeinsame Song Baila conmigo in die Charts. Im Mai veröffentlichte Rauw Alejandro das Lied Todo de ti. Es war ein weit reichender Nummer-1-Hit und stand erstmals auch in Spanien und in den US-Latincharts an der Spitze. Die Single war auch die Vorabveröffentlichung für das zweite Album Vice versa, das im Juni ebenfalls mehrere Nummer-1-Platzierungen brachte.
Rauw Alejandro war mit der spanischen Pop-Sängerin Rosalía liiert. Mit dem gemeinsamen Song Beso (deutsch: „Kuss“) gaben sie im März 2023 ihre Verlobung bekannt. Das Paar trennte sich im Juli desselben Jahres.

## Diskografie
Studioalben

| Jahr | Titel Musiklabel         | Höchstplatzierung, Gesamtwochen, AuszeichnungChartplatzierungen (Jahr, Titel, Musiklabel, Platzierungen, Wochen, Auszeichnungen, Anmerkungen) | Höchstplatzierung, Gesamtwochen, AuszeichnungChartplatzierungen (Jahr, Titel, Musiklabel, Platzierungen, Wochen, Auszeichnungen, Anmerkungen) | Höchstplatzierung, Gesamtwochen, AuszeichnungChartplatzierungen (Jahr, Titel, Musiklabel, Platzierungen, Wochen, Auszeichnungen, Anmerkungen) | Höchstplatzierung, Gesamtwochen, AuszeichnungChartplatzierungen (Jahr, Titel, Musiklabel, Platzierungen, Wochen, Auszeichnungen, Anmerkungen) | Höchstplatzierung, Gesamtwochen, AuszeichnungChartplatzierungen (Jahr, Titel, Musiklabel, Platzierungen, Wochen, Auszeichnungen, Anmerkungen) | Höchstplatzierung, Gesamtwochen, AuszeichnungChartplatzierungen (Jahr, Titel, Musiklabel, Platzierungen, Wochen, Auszeichnungen, Anmerkungen) | Anmerkungen                                                   |
| Jahr | Titel Musiklabel         | DE | AT | CH | US | Latin | ES | Anmerkungen                                                   |
| ---- | ------------------------ | --- | --- | --- | --- | --- | --- | ------------------------------------------------------------- |
| 2020 | Afrodisíaco Sony Music   | — | — | — | US75 (2 Wo.)US | Latin3 Diamant + Platin · (159 Wo.)Latin | ES2 Platin · (157 Wo.)ES | Erstveröffentlichung: 13. November 2020 Verkäufe: + 1.125.000 |
| 2021 | Vice versa Sony Music    | — | — | — | US17 (54 Wo.)US | Latin1 ×7Diamant + Siebenfachplatin · (… Wo.)Latin                                                                                            | ES1 ×2Doppelplatin · (… Wo.)ES | Erstveröffentlichung: 25. Juni 2021 Verkäufe: + 1.600.000     |
| 2022 | Saturno Sony Music       | — | — | — | US25 (28 Wo.)US | Latin2 ×7Siebenfachplatin · (… Wo.)Latin | ES2 Platin · (… Wo.)ES | Erstveröffentlichung: 11. November 2022 Verkäufe: + 600.000   |
| 2023 | Playa Saturno Sony Music | — | — | — | US29 (4 Wo.)US | Latin4 ×2Doppelplatin · (74 Wo.)Latin | ES4 Gold · (55 Wo.)ES | Erstveröffentlichung: 7. Juli 2023 Verkäufe: + 140.000        |
| 2024 | Cosa nuestra Sony Music  | — | — | CH10 (… Wo.)CH | US6 (… Wo.)US | Latin1 Gold · (… Wo.)Latin | ES1 Gold · (… Wo.)ES | Erstveröffentlichung: 15. November 2024 Verkäufe: + 155.000   |